# Chapelle Saint-Fiacre de Runefao
La chapelle Saint-Fiacre de Runefau est située sur la commune de Ploubezre en France.

## Localisation
La chapelle est située sur la commune de Ploubezre dans le département des Côtes-d'Armor, dans la région Bretagne.

## Description
La chapelle date du XVe siècle, elle renferme un vitrail moderne et un lambris peint. Elle fait partie du château ruiné de Runefau (ou Runfao), dont les constructions remontent aux XIVe siècle, XVe siècle et XVIe siècle. Le lambris appartient à un jubé de style Renaissance provenant d'une ancienne chapelle des environs détruite.

## Historique
La chapelle est inscrite partiellement au titre des monuments historiques par arrêté du 19 juin 1926.

## Galerie

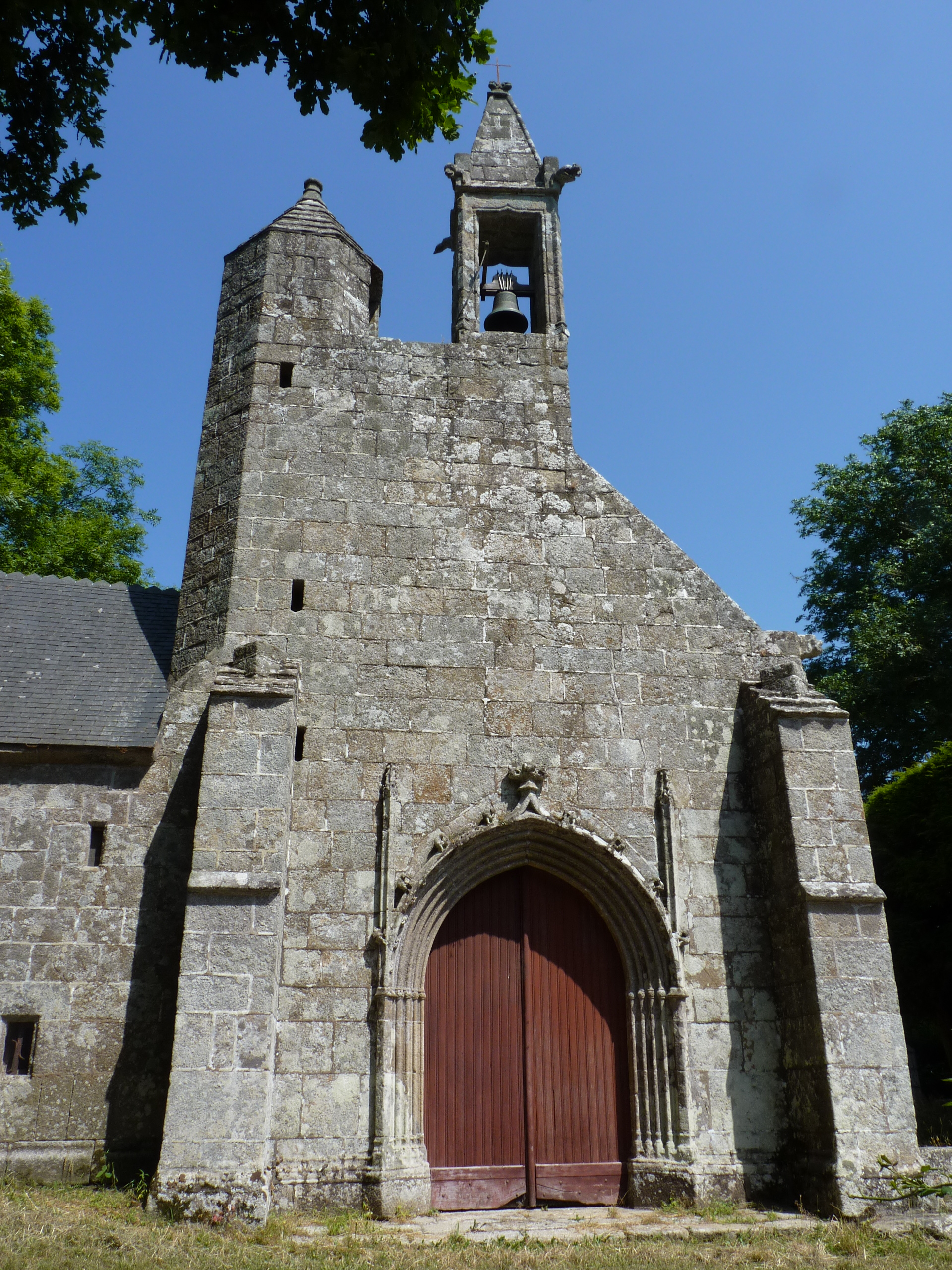
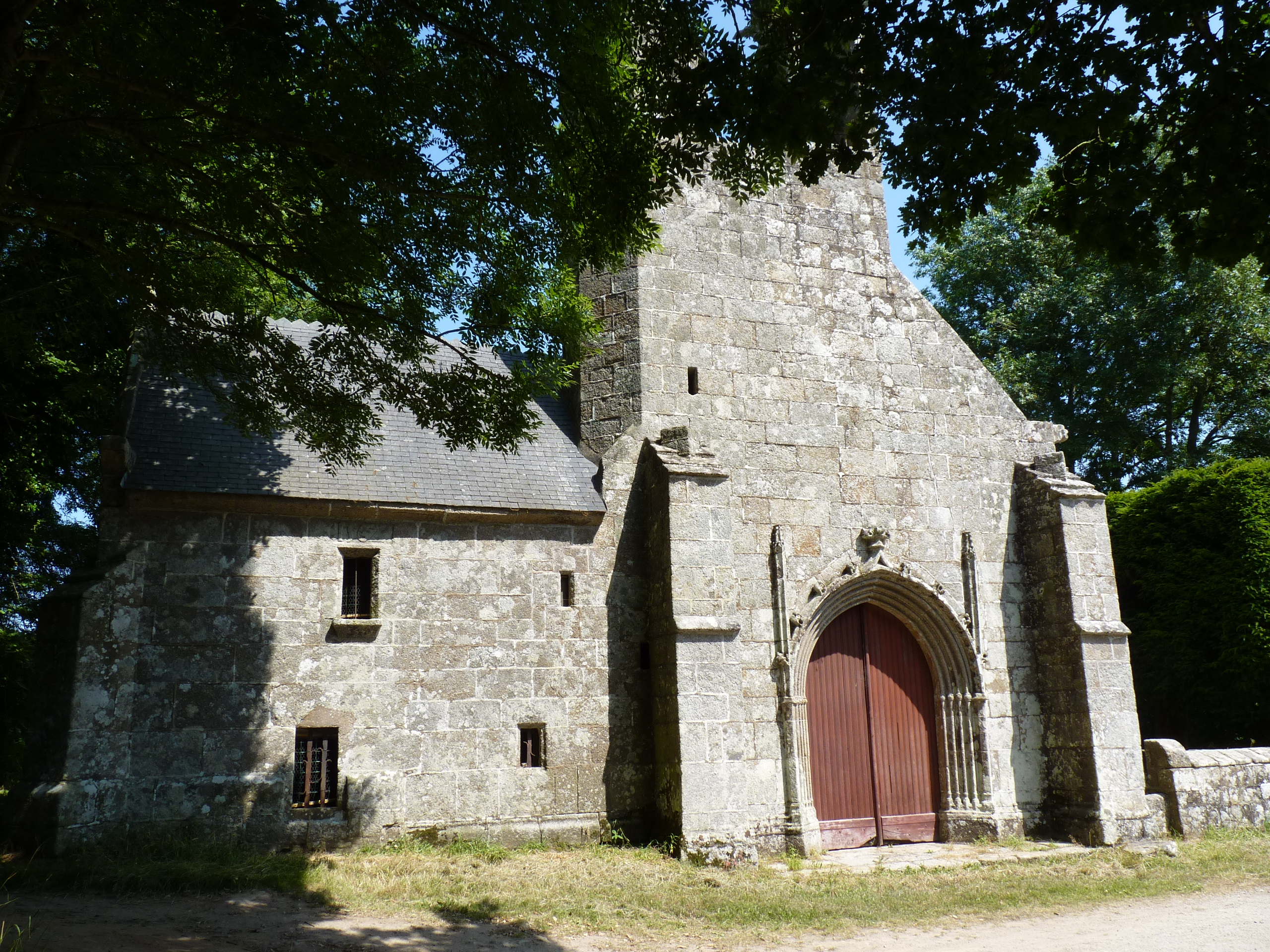
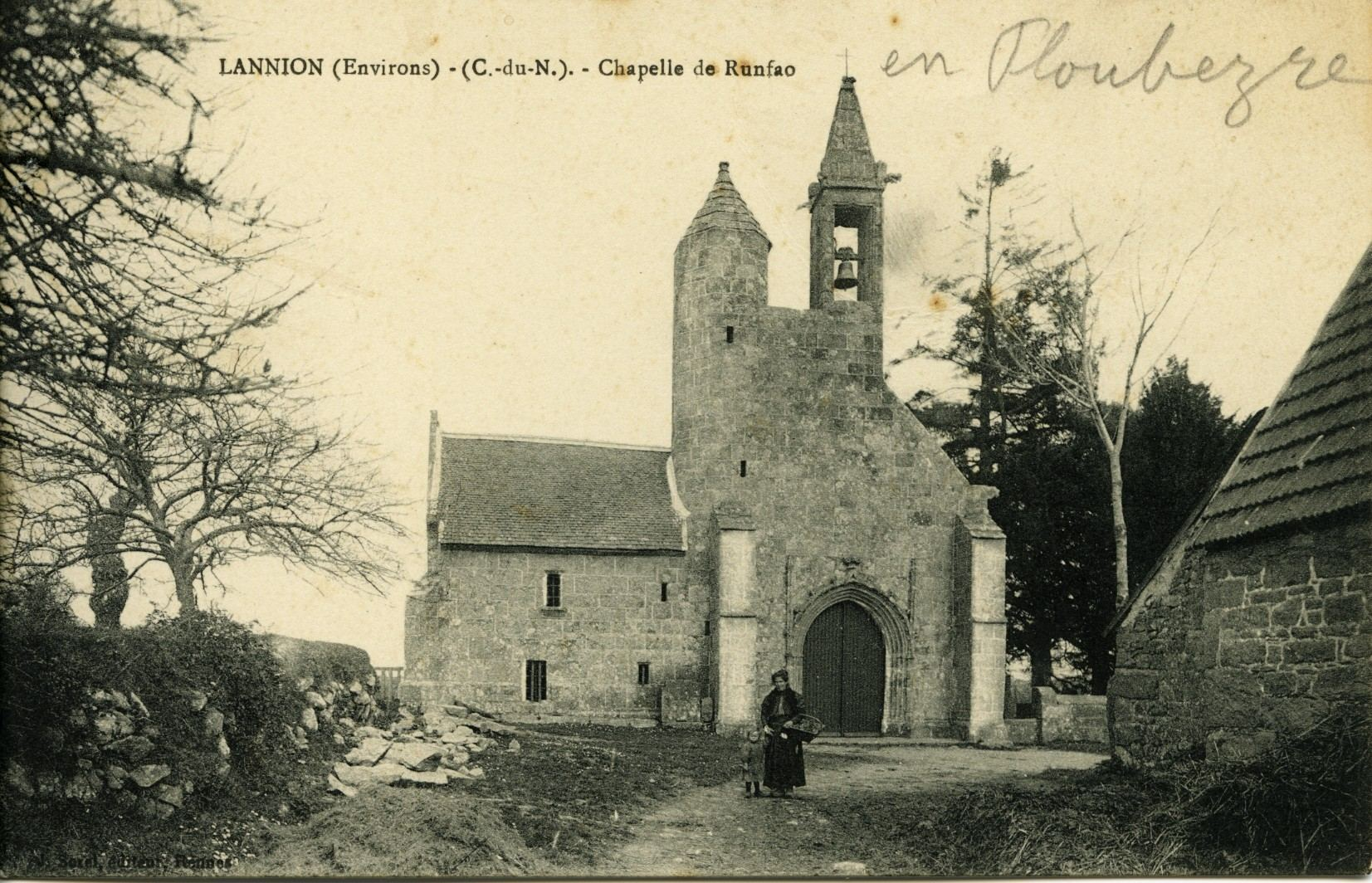